# بک ایر
بِک ایر (به انگلیسی: Bek Air) یک شرکت هواپیمایی با کد یاتا Z9 بود که در تاریخ ۲۰۱۱ میلادی تأسیس شده و در تاریخ ۱ سپتامبر ۲۰۱۱ فعالیتش را آغاز کرده‌است.
دفتر مرکزی بِک ایر در اورال، قزاقستان، قزاقستان واقع شده‌است و قطب این شرکت هواپیمایی در فرودگاه بین‌المللی آلماآتی قرار دارد و به ۱۹ مقصد، پرواز مستقیم انجام می‌داد.
در ۱۷ آوریل ۲۰۲۰، ای ای کا (AAK) - به دلیل عدم موفقیت شرکت هواپیمایی در دریافت گواهی ایمنی - مجوز اپراتور هوایی Bek Air و گواهینامه‌های قابلیت پرواز هواپیماهای Fokker 100 باقی مانده خود را خلع نمود و اظهار داشت که این شرکت قبل شروع فعالیت مجدد باید مجدداً گواهی مجدد را دریافت کند.

## مقصدهای پروازی
قزاقستان
- آق‌تاو - فرودگاه آقتائو[۲]
- آق‌تپه، قزاقستان - فرودگاه آقتوبه
- آلماتی - فرودگاه بین‌المللی آلماتی
- آستانه (قزاقستان) - فرودگاه بین‌المللی آستانه (قزاقستان)
- آتیرائو، قزاقستان - فرودگاه آتیرائو
- قراغندی - فرودگاه سری‌ارکا
- قوستانای، قزاقستان - فرودگاه قوستانای[۳]
- قیزیل‌اوردا - فرودگاه قیزیل‌اوردا
- اورال، قزاقستان - فرودگاه اورال آک ژول
- اوسکمن، قزاقستان - فرودگاه اوسکمن
- پاولودار، قزاقستان - فرودگاه پاولودار
- چیمکند - فرودگاه بین‌المللی چیمکند
- ژزقازغان - فرودگاه ژزقازغان

 ایران
- گرگان- فرودگاه گرگان (آغاز از ۳۰ شهریور ۱۳۹۵)[۴]